# Mark Barriga
Mark Anthony Barriga (ur. 11 czerwca 1993) – filipiński bokser.

## Kariera amatorska
W 2011 r. startował na mistrzostwach świata w Baku. W pierwszej walce pokonał Rumuna Stefana Caslarova 12:5, w następnej pokonał złotego medalistę mistrzostw Europy z Moskwy, Irlandczyka Paddy'ego Barnesa, a w ćwierćfinale przegrał ze złotym medalistą olimpijskim z Pekinu, Zou Shimingiem. W 2012 r. zakwalifikował się na igrzyska olimpijskie w Londynie. W pierwszej walce zwyciężył Włocha Manuela Cappaia, a w kolejnym pojedynku przegrał jednym punktem z Kazachem Byrżanem Żakypowem.

## Walki olimpijskie 2012 - Londyn
1. (1. runda) Pokonał  Manuela Cappaia (17-7)
2. (2. runda) Przegrał z  Byrżanem Żakypowem (16-17)